# Arthur Kielholz
Arthur Kielholz (* 26. September 1879; † 7. August 1962 in Basel) war ein Schweizer Psychiater und einer der ersten Schweizer Psychoanalytiker.

## Leben
Arthur Kielholz wurde geboren als Sohn des Kaufmanns Emil Arthur Kielholz und der Susanna Klara geb. Thut, die aus einer Aargauer Medizinerfamilie stammte. Er absolvierte 1898 die Matura in Zürich und studierte von 1898 bis 1903 Medizin an der Universität Zürich. Er war Mitglied der Akademischen Turnerschaft Utonia, wo er das Vulgo Benjamin bzw. Bébé trug. Kielholz arbeitete danach als Assistenzarzt an der Psychiatrischen Klinik Rheinau und promovierte 1905 bei Eugen Bleuler in Zürich mit einer Schrift über Die Alkoholiker der Pflegeanstalt Rheinau. Später arbeitete er am Kantonsspital Aarau, danach als Schiffsarzt in Nord- und Südamerika. Von 1907 bis 1913 führte Kielholz ein allgemeinmedizinische Praxis in Gams. Im Februar 1913 trat er als Sekundararzt unter Leopold Frölich in die Psychiatrische Klinik Aargauische Heil- und Pflegeanstalt Königsfelden ein. Vom 1. Dezember 1920 bis zum 30. September 1944 war er Direktor der Aargauischen Heil- und Pflegeanstalt Königsfelden.
Kielholz war verheiratet mit Sina geb. Lutta, Pfarrerstochter aus Graubünden, und hatte vier Kinder. Sein Sohn Paul Kielholz wurde ebenfalls Psychiater und Direktor der Psychiatrischen Universitätsklinik Basel.

## Wirken
Zu Kielholz’ Zeit wurden in der Klinik Königsfelden zunächst Schlaf-, Fieber- und Insulinkuren durchgeführt. Von 1929 bis 1936 sind etwa zehn Kuren pro Jahr dokumentiert. 1937 kam die Cardiazolkur dazu, ausserdem wurde die Insulinkuren stark ausgebaut. 1937 wurden insgesamt 37 Kuren durchgeführt, 1938 deren 94. 1943 waren es insgesamt 60 Kuren, im folgenden Jahr 50. Ab 1940 gab es keine Insulinkuren mehr, es wurden nur noch einzelne Insulindosen verabreicht. Im selben Jahr wurde ein Elektroschockgerät angeschafft, das 1944 bei 66 Patienten angewandt wurde.
Als Direktor der Klinik Königsfelden baute Kielholz die Arbeitstherapie stark aus. Neben der Hausarbeit, die bei beiden Geschlechtern den grössten Anteil ausmachte, wurden unter ihm folgende Arbeitsbereiche eingerichtet: eine Sesselflechterei (1920), eine Korbflechterei (1921), eine Schneiderei (1921), das Kleben von Papiertüten (1921), die Produktion von Lederteppichen (1924), eine Lederstanzerei (1925), eine Sattlerei (1926), eine Kiesgrube (1927), die Verarbeitung von Abfallseide (1928), das Flechten von Strohseilen (1930), eine weitere Schreinerei (1931). Ausserdem arbeiteten die Patienten im klinikeigenen Garten. Der Anteil der Arbeitstage an den Verpflegungstagen stieg dabei stetig: 1920 lag er bei 40 Prozent. 1944 lag er bei den Frauen bei 88 Prozent, bei den Männern bei 81 Prozent.
Kielholz setzte sich für die Familienpflege, also die externe Unterbringung von Patienten, ein. Diese sollte der ständigen Überbelegung der Anstalt entgegenwirken. Sie erreichte jedoch bis zum Ende von Kielholz’ Tätigkeit nur die Anzahl von jeweils etwa 30 extern platzierten Patienten.
Kielholz publizierte eine Vielzahl von Vorträgen und Zeitschriftenartikeln zu aktuellen psychiatrischen Fragen, die sich an ein breites Publikum wandten. Angelpunkt seiner Darstellungen war die Psychoanalyse und somit gehört Kielholz zu den ersten Psychoanalytikern n der Schweiz.

## Schriften (Auswahl)
- Die Alkoholiker der Pflegeanstalt Rheinau. Buchdruckerei W. Hepting, Andelfingen 1905 (Dissertation, Universität Zürich, 1905).
- Jakob Boehme: Ein pathographischer Beitrag zur Psychologie der Mystik (= Schriften zur angewandten Seelenkunde. Bd. 17). F. Deuticke, Leipzig/Wien 1919.$